# Carretera de Palafrugell a Besalú
La Carretera de Palafrugell a Besalú ( C-66 ) es una carretera autonómica española, en la comunidad autónoma de Cataluña. La vía, de uno o dos carriles dependiendo del tramo, se encarga de conectar las villas de Palafrugell y Besalú, pasando por capitales comarcales de relevancia como la Bisbal del Ampurdán y Bañolas. 